# العلاقات البوتسوانية الكيريباتية
العلاقات البوتسوانية الكيريباتية هي العلاقات الثنائية التي تجمع بين بوتسوانا وكيريباتي.

## مقارنة بين البلدين
هذه مقارنة عامة ومرجعية للدولتين:
| وجه المقارنة                                              | بوتسوانا                       | كيريباتي                        |
| --------------------------------------------------------- | ------------------------------ | ------------------------------- |
| المساحة (كم2)                                             | 581.74 ألف                     | 811                             |
| عدد السكان (نسمة)                                         | 2.29 مليون                     | 116.40 ألف                      |
| الكثافة السكانية (ن./كم²)                                 | 3.94                           | 14.35 ألف                       |
| العاصمة                                                   | غابورون                        | جنوب تاراوا                     |
| اللغة الرسمية                                             | لغة إنجليزية                   | لغة إنجليزية، اللغة الكيريباتية |
| العملة                                                    | بولا بوتسواني                  | دولار كريباتي، دولار أسترالي    |
| الناتج المحلي الإجمالي (بليون دولار)                      | 17.41 مليار                    | 196.15 مليون                    |
| الناتج المحلي الإجمالي (تعادل القوة الشرائية) بليون دولار | 35.84 مليار                    | 224.26 مليون                    |
| الناتج المحلي الإجمالي الاسمي للفرد دولار أمريكي          | 6.36 ألف                       | 1.42 ألف                        |
| الناتج المحلي الإجمالي للفرد دولار أمريكي                 | 16.10 ألف                      | 1.81 ألف                        |
| مؤشر التنمية البشرية                                      | 0.698                          | 0.590                           |
| رمز المكالمات الدولي                                      | +267                           | +686                            |
| رمز الإنترنت                                              | .bw                            | .ki                             |
| المنطقة الزمنية                                           | ت ع م+02:00، توقيت وسط إفريقيا |                                 |

## منظمات دولية مشتركة
يشترك البلدان في عضوية مجموعة من المنظمات الدولية، منها:
| علم المنظمة | اسم المنظمة                                 | تاريخ انضمام بوتسوانا | تاريخ انضمام كيريباتي |
| ----------- | ------------------------------------------- | --------------------- | --------------------- |
|             | مؤسسة التنمية الدولية                       | 24 يوليو 1968         | 2 أكتوبر 1986         |
|             | يونسكو                                      | 16 يناير 1980         | 24 أكتوبر 1989        |
|             | الأمم المتحدة                               | 17 أكتوبر 1966        | 14 سبتمبر 1999        |
|             | مجموعة دول أفريقيا والكاريبي والمحيط الهادئ | ?                     | ?                     |
|             | دول الكومنولث                               | ?                     | ?                     |
|             | الاتحاد البريدي العالمي                     | ?                     | ?                     |
|             | البنك الدولي للإنشاء والتعمير               | 24 يوليو 1968         | 29 سبتمبر 1986        |
|             | الاتحاد الدولي للاتصالات                    | 2 أبريل 1968          | 3 نوفمبر 1986         |
|             | منظمة حظر الأسلحة الكيميائية                | ?                     | ?                     |
|             | مؤسسة التمويل الدولية                       | 23 مارس 1979          | 2 أكتوبر 1986         |

## وصلات خارجية
- موقع وزارة الخارجية البوتسوانية